# Антарадонов, Юрий Васильевич
Юрий Васильевич Антарадонов (12 ноября 1949 — 2 марта 2015) — первый заместитель председателя правительства Республики Алтай, представитель от Государственного собрания (Эл Курултая) Республики Алтай в Совете Федерации РФ (2002), депутат Государственного Собрания — Эл Курултай первого и третьего созывов.

## Биография
Родился 12 ноября 1949 года в с. Верх-Белоануй Усть-Канского района Горно-Алтайской автономной области.

### Образование
Окончил Московский гидромелиоративный институт по специальности «инженер-гидротехник» в 1972 году, Академию общественных наук при ЦК КПСС.
Работал старшим, затем главным инженером управления мелиорации и водного хозяйства исполкома Горно-Алтайского областного Совета.

### Политическая деятельность
С 1974 по 1991 год находился на комсомольской и партийной работе на должностях от секретаря райкома комсомола до секретаря Горно-Алтайского обкома КПСС.
В 1991 году был избран председателем республиканского союза предпринимателей, занимал эту должность до 1997 года, являлся одним из учредителей «Алтайэнергобанка».
Избирался депутатом Государственного Собрания — Эл Курултай Республики Алтай первого созыва.
С марта 1997 года — генеральный директор исполнительной дирекции эколого-экономического региона «Алтай» — первой свободной экономической зоны в России.
14 декабря 1997 года баллотировался кандидатом на пост Главы Республики Алтай, был выдвинут Первым курултаем (съездом) алтайского народа. Занял второе место среди семи кандидатов с результатом 23,28 % голосов, уступив доли процента депутату Госдумы Семёну Зубакину (23,50 %).
С января по август 1998 года являлся первым заместителем Главы Республики Алтай — председателем комитета по управлению государственным имуществом, 31 августа 1998 года подал в отставку с этого поста, затем занимал пост первого заместителя председателя Правительства Республики Алтай по социальным вопросам.
В 1999 году баллотировался на выборах в Государственную Думу третьего созыва по Горно-алтайскому избирательному округу #2, выдвигался избирательным объединением «Русская социалистическая партия» (партия Брынцалова), проиграл выборы Михаилу Лапшину.
16 декабря 2001 года был избран депутатом Законодательного Собрания Республики Алтай третьего созыва. В 2002 году — с февраля по июль — являлся членом Совета Федерации.
2 марта 2015 года скончался в республиканской больнице.

## Семья
Был женат, имел детей.